# Kamjana Jaruha
Kamjana Jaruha (ukr. Кам'яна Яруга) – wieś na Ukrainie, w obwodzie charkowskim, w rejonie czuhujewskim, w hromadzie Nowopokrowka. W 2001 liczyła 2186 mieszkańców.